# Ljubo Wiesner

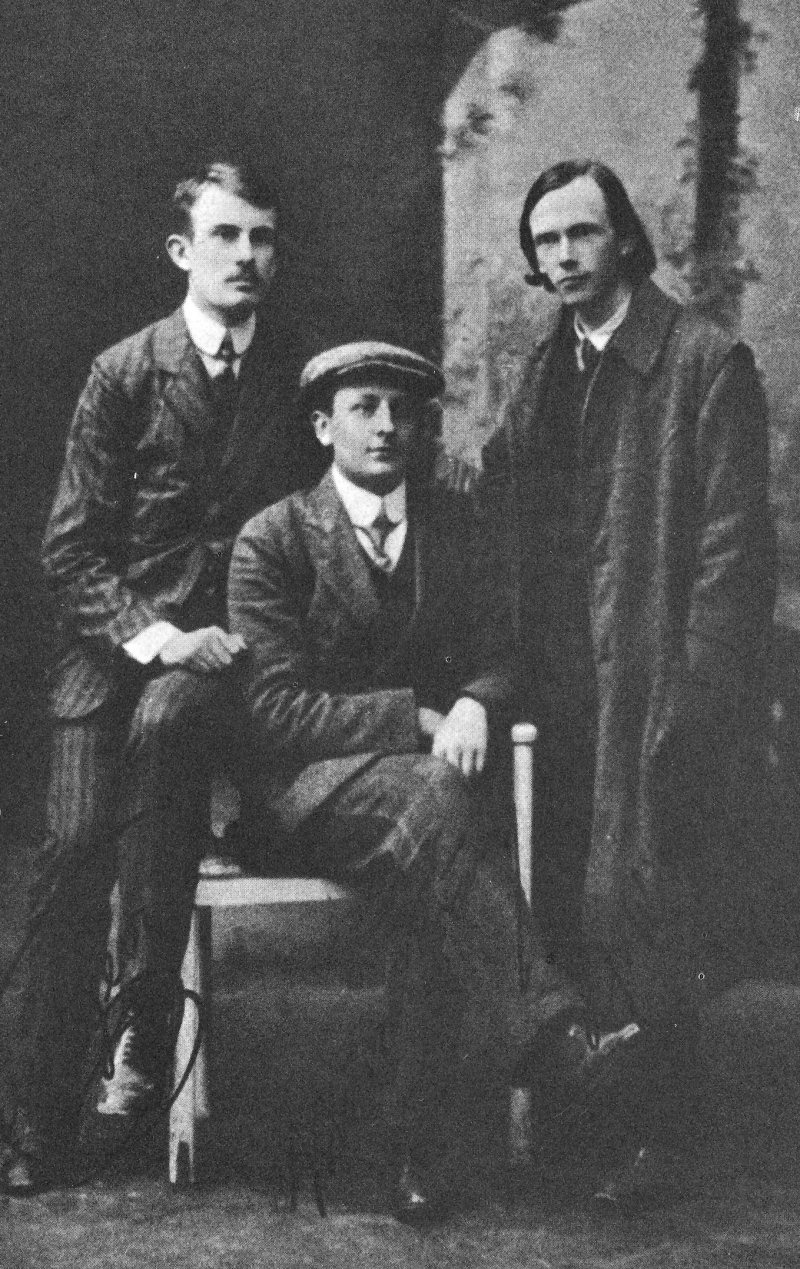
Tin Ujević, Krešo Kovačić und Ljubo Wiesner 1911

Ljubo Wiesner (* 2. Februar 1885 in Zagreb; † 3. Juli 1951 in Rom) war ein kroatischer Dichter und Übersetzer.
Er besuchte in Zagreb die Volksschule und das Gymnasium, wonach er kurz als Journalist arbeitete. Wiesner war einer der Gründer der Literaturzeitschriften Grič (Grič = Zagreber Altstadt), Kritika (dt.: Die Kritik) und Savremenik (dt.: Der Zeitgenosse), ist aber vor allem als Redakteur der Gedichtsammlung Hrvatska mlada lirika (dt.: Kroatische junge Lyrik, 1914) bekannt, die auch Gedichte von ihm enthielt. 1926 wurde sein einziger Gedichtband Pjesme (dt.: Gedichte) veröffentlicht. Er übersetzte aus dem Deutschen, Französischen, Italienischen, Tschechischen und Russischen, u. a. auch Werke von Walt Whitman, Émile Zola und Victor Hugo. Während des Zweiten Weltkriegs leitete er in Berlin die Monatsschrift Suradnja (dt.: Zusammenarbeit). Er arbeitete jahrelang an einer Biografie des kroatischen Dichters Antun Gustav Matoš, der sein großes Vorbild war, doch das Werk blieb unvollendet. Seit 1948 bis zu seinem Tod lebte er in Rom.